# Eventbrite
Eventbrite es un sitio web de gestión de eventos y venta de entradas con sede en Estados Unidos. El servicio permite a los usuarios navegar, crear y promover eventos locales. El servicio cobra una tarifa a los organizadores del evento a cambio de servicios de venta de entradas en línea, salvo que el evento sea gratuito.
Con sede en San Francisco, Eventbrite abrió su primera oficina internacional en el Reino Unido en 2012. La compañía posee oficinas locales en Nashville, Londres, Cork, Ámsterdam, Dublín, Berlín, Melbourne, Mendoza y São Paulo. Desde septiembre de 2018 cotiza en la Bolsa de Nueva York.